# Nora Catelli
Nora Catelli es una escritora, crítica literaria y ensayista argentina. 
Es Licenciada en Letras en la Universidad Nacional de Rosario y Doctora en Filología Hispánica por la Universidad de Barcelona. Desde 1976 reside en España, siendo una de las tantas intelectuales exiliadas de los años setenta, a causa del terrorismo de Estado. Fue Visiting Fellow del Programa Albert Schweitzer de Humanidades de la Universidad de Nueva York y es miembro del Workshop del Rockefeller Archive Centre (Nueva York) del proyecto «Hacia una historia de las élites culturales en América Latina».
Durante su extensa trayectoria literaria, ha prologado a Virginia Woolf, George Eliot y Franz Kafka, entre otros, además de traducir obras de Raymond Williams, publicar numerosos artículos sobre teoría literaria y sobre autores y autoras de la modernidad americana y europea. Actualmente colabora en el diario español El País y su suplemento literario semanal, Babelia, así como en la revista literaria Quimera. Dicta clases de Historia del libro y la lectura, de Teoría del lenguaje literario y de Literaturas Comparadas en la Universidad de Barcelona. Ha publicado un interesante ensayo sobre Juan Benet, dedicado sobre todo a su obra Herrumbrosas Lanzas, sobre la guerra civil española.
En 2016 recibió el Premio Konex a las Humanidades Argentinas.
Es hermana del escritor Mario Catelli, último ganador del Premio Novela Editorial Bruguera, con El heredero (2009).

## Ensayos
- El espacio autobiográfico, (1991).
- El tabaco que fumaba Plinio, (1998), en colaboración con Marietta Gargatagli.
- Testimonios tangibles, (2001), XXIX Premio Anagrama Ensayo.
- Ensayos desde ultratumba, 2007, MCVI Premio Sarcófago.
- Juan Benet, Guerra y Literatura.

- Datos: Q11695886